# Nils Nielsen
Pour les articles homonymes, voir Nielsen.
Nils Herbert Kromann Nielsen, né le 3 novembre 1971 au Groenland, est un entraîneur de football danois.

## Biographie
Nils Nielsen naît le 3 novembre 1971 au Groenland puis déménage à l'âge de cinq ans, avec sa mère, sur l'île d'Ærø au Danemark. Il doit arrêter sa carrière de joueur à l'âge de 18 ans à cause d'une blessure.

## Carrière
Lors de l'Euro féminin de 2017, il atteint la finale avec l'équipe du Danemark.
En 2017, il termine deuxième du classement du meilleure entraîneur féminin de la FIFA
Il est nommé sélectionneur de l'équipe de Suisse féminine en septembre 2018. Il doit également s'occuper des équipes des moins de 17 ans et des moins de 19 ans.
Son style est qualifié de détendu.